# Albastar Apis
Pipistrel Apis (Albastar Apis WR) — одномісний планер словенської компанії, перший літак повністю зроблений словенським виробником Albastar Ltd. Цей ультралегкий планер встановив 5 світових рекордів в цьому класі. Випускається також іншою словенською авіакомпанією Pipistrel під назвою Pipistrel Apis-Bee.
Часто плутають із іншим подібним планером — Wezel Apis 2.
Продається компанією Albastar зібраним або у вигляді комплекту для самостійного збирання.

## Тактико-технічні характеристики
Основні характеристики
- Екіпаж: один пілот
- Довжина: 6.35 м (20 фт 10 дм)
- Розмах крила: 13.3 м (43 фт 8 дм)
- Висота: 1.25  м (4 фт 1 дм)
- Площа крила: 8.9 м² (96 кв. фт)
- Подовження крила: 20.0
- Маса порожнього: 135 кг (298 lb)
- Злітна маса: 300 кг (661 lb)

Льотні характеристики
- Максимальна швидкість: 220 км/год (137 миль/год)
- Макс. аеродинамічна якість: 40 при 90 км/год (56 миль/год)
- Швидкість зниження: 0.60 м/с (118 фт/хв)